# لارا كوكس
لارا كوكس (بالإنجليزية: Lara Cox)‏ هي عارضة وممثلة أسترالية، ولدت في 6 مارس 1978 في أستراليا.

## وصلات خارجية
- لارا كوكس على موقع IMDb (الإنجليزية)
- لارا كوكس على موقع ألو سيني (الفرنسية)
- لارا كوكس على موقع أول موفي (الإنجليزية)
- لارا كوكس على موقع قاعدة بيانات الأفلام السويدية (السويدية)
- لارا كوكس على موقع قاعدة بيانات الفيلم (الإنجليزية)
- لارا كوكس على موقع كينوبويسك (الروسية)